# Die Schrecken des Eises und der Finsternis
Die Schrecken des Eises und der Finsternis ist ein Roman von Christoph Ransmayr und eine Mischung aus einem klassischen Dokumentarroman und Fiktion. Er erzählt die Geschichte der österreichisch-ungarischen Payer-Weyprecht-Expedition von 1872 bis 1874, in deren Verlauf eine Inselgruppe östlich von Spitzbergen im Eismeer, das Franz-Joseph-Land, entdeckt wurde.
Das Buch erschien 1984 im Christian Brandstätter Verlag und die erste Auflage von nur 4000 Stück war "trotz einer mehrseitigen, geradezu hymnischen Rezension von Hans Magnus Enzensberger" im Spiegel auch nach fünf Jahren nicht vollständig verkauft. Erst der Erfolg von Ransmayrs Ovid-Roman Die letzte Welt und der Verlagswechsel zu einem großen Publikumsverlag verhalfen dem Roman zum internationalen Durchbruch.

## Inhalt

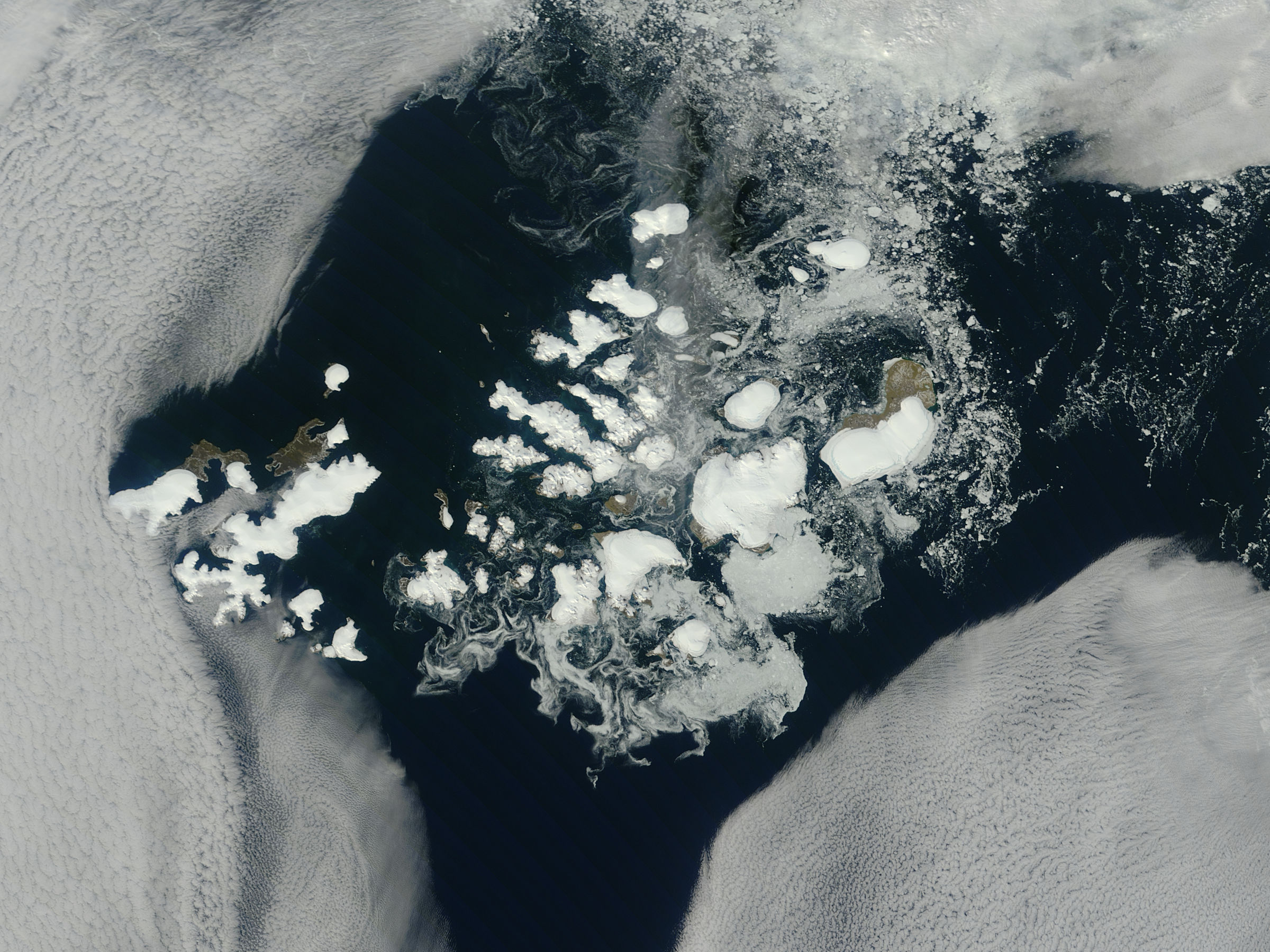
Franz Josef Land, Inselgruppe im Eismeer, Satellitenaufnahme August 2011

Die Planung und Durchführung der Expedition wird als ein Erlebnisbericht aus einer Vielzahl von poetisch überarbeiteten historischen Quellen montiert. Im Wechsel mit diesen Fakten wird das Schicksal Joseph Mazzinis verfolgt, eines Nachfahren eines der italienischen Matrosen, der 100 Jahre später vom Sog dieser Geschichte seines Vorfahren erfasst wird und schließlich im Eis Spitzbergens verschwindet.
Mit der Figur Mazzinis tritt die Fiktion neben die Fakten: Mazzini folgt etwa einhundert Jahre später den Spuren der ersten Expedition und hat hierfür das Motiv, seine Vorstellungen von Abenteuern anhand der Wirklichkeit zu bestätigen. So wird das Subthema der Wiederholung von Extremsituationen auf den Spuren anderer angesprochen, das den Roman von der ersten Seite an mit bestimmt. Die heute per Internet zu buchenden „Abenteuer“ stehen den wirklichen Abenteuern gegenüber, von denen schon Roald Amundsen meinte, dass sie für den professionellen Entdecker meist nur „Fehler seiner Berechnungen“ seien, die dann mit eingefrorenen und blutenden Wangen und Ohren bezahlt würden.

## Komposition und Sprache

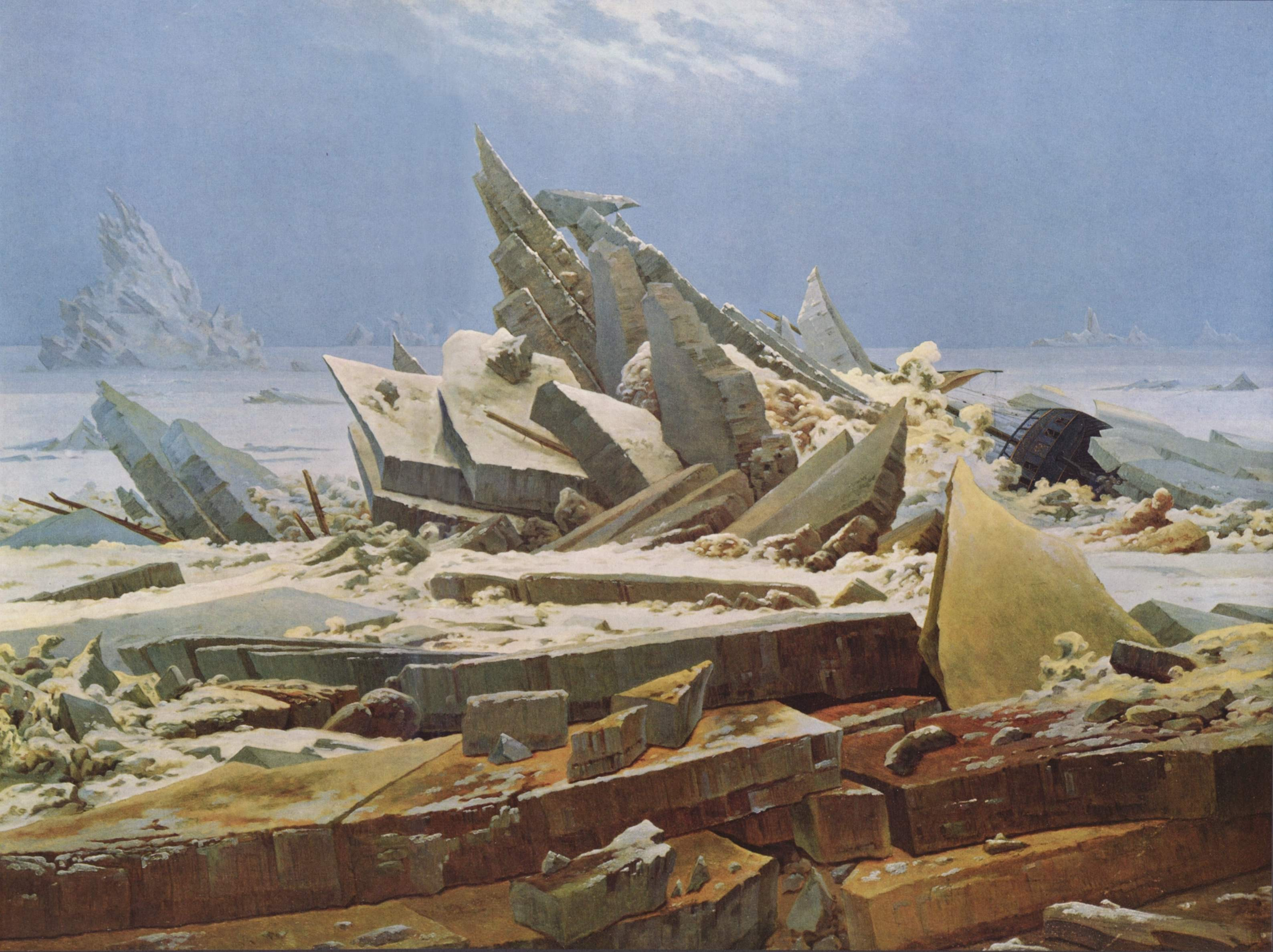
Caspar David Friedrich: Das Eismeer, 1823/24

Eine Vielzahl von Quellen werden hier zusammengeführt: Originale Berichte und Tagebücher der österreichisch-ungarischen Polarexpedition von 1872 bis 1874 (ausführlich und mit Namensangaben kursiv zitiert), touristische Informationen, Bibelzitate, geografische und nautische Tabellen sowie historische Synopsen. Hinzu kommen drei Exkurse zur Suche nach der Nordostpassage, zur Alternative zur südlichen Route um Afrika und zu den Nordpolbetretungen aus nationalen sowie persönlichen Eitelkeiten sowie 23 Abbildungen aus zeitgenössischen Veröffentlichungen. Diese Quellenarbeit unterstützt den Eindruck der Welthaltigkeit und der Reportage, wozu sie sich auch einer Sprache der kurzen Sätze, der verkürzenden Satzbrüche und des Wechsels vom Imperfekt ins Präsens nach dem ersten Viertel des Romans bedient. Allerdings ist es erstaunlich, wie poetisch schon die Sprache der historischen Quellen auch ohne die spätere Überformung durch Ransmayr gewesen zu sein scheint.
Das Werk ist eine Reportage, ein „Bericht“, der aber die Form eines komplexen Berichtens an vielen Stellen durch punktuelle Fantasie und dann durch die Figur Mazzinis zur Form des Romans hin durchstößt. Mit dieser Figur und durch einige Hinweise des Ich-Erzählers zu den Grenzen seiner Kenntnisse über diese Figur („…ich weiß es nicht…“) verlässt er ausdrücklich das Territorium der historischen Fakten und betritt das Reich der Fiktion. Mit dem bis zum Schluss durchgehaltenen Wechsel der Abschnitte von Fakten und Fiktion erforscht der Roman dieses Grenzland – und wohl auch die Grenzüberschreitung des Reporters Ransmayr zum Romancier.

## Deutung

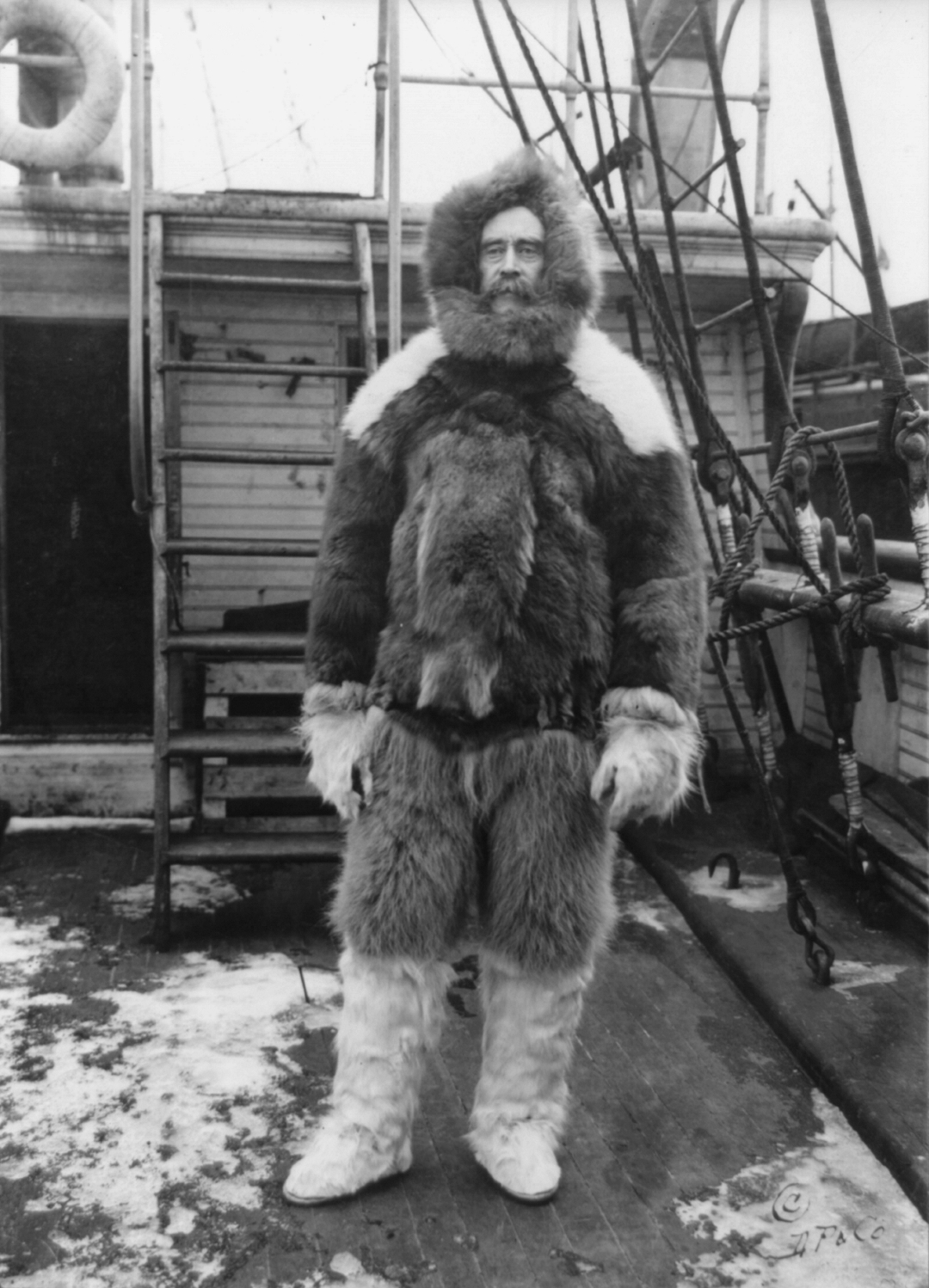
Robert Edwin Peary behauptete stets gegen alle Zweifel, 1908 als erster den Nordpol erreicht zu haben. Er war als stolzer Entdecker in den USA hochgeehrt.

Die österreichisch-ungarische Polarexpedition verlor bis zu ihrer Rückkehr nur ein (!) Mitglied durch Krankheit, und die wesentlichen „Unfälle“ der Expedition begannen erst nach ihrem Ende: Die beiden Kommandanten brachen nach ihrer triumphalen Rückkehr aus unterschiedlichen Gründen ihre Entdeckerlaufbahnen ab und suchten sich neue Ziele, womit sie die „Fehler“ ihres früheren Lebens als Entdecker korrigierten. Die Geschichte der Nordpolfahrten ist für Ransmayr mehr Hybris als Heldentum und er stimmt mit Weyprecht, dem Seekommandanten der österreichisch-ungarischen Expedition überein, dass der einzig sinnvolle Zweck dieser Expeditionen die Erweiterung der Kenntnisse über die Erde sein könne, die „Zerstörung der Mythen vom offenen Polarmeer, der Mythen vom Paradies im Eis.“
Die Figur Mazzinis, die in den Sog dieser Geschichte gerät und schließlich mit einem Hundegespann im Eis Spitzbergens verschwindet, erscheint daher weniger als eine auch nur ähnliche Wiederholung und mehr wie eine tragische Farce, mehr ein sorgfältiger Selbstmord als auch nur ein Ansatz von Selbsterkenntnis. Der „blinkende Luna-Park“ der Abenteuer-Touristen ist eine ganz andere Welt als die „Spannung“, die die wirklichen Forscher bei der Erweiterung unserer Kenntnisse spüren.
Nicht das Nacherleben „der Schrecken des Eises und der Finsternis“ à la Mazzini ist das wirkliche Abenteuer, sondern das Leben selbst. Und für dieses größte aller möglichen Abenteuer, für diesen schmerzhaften Weg der Selbsterkenntnis ist, wie der Autor meint, ein enormes Maß an Weisheit, an Heiterkeit und an Ermutigung das wichtigste Gepäck.